# Шатору Классик де л’Эндр
Шатору Классик де л’Эндр (фр. Châteauroux Classic de l'Indre) — шоссейная однодневная велогонка по дорогам французского департамента Эндр, с финишем в городе Шатору. Проводилась с 2004 по 2014 год. С 2005 года входила в календарь Европейского тура UCI, имея категорию 1.1. Также являлась одной из гонок Велошоссейного кубка Франции. 

## Призёры
| Год  | Победитель          | Второй            | Третий           |
| ---- | ------------------- | ----------------- | ---------------- |
| 2004 | Александр Кучинский | Хосе Луис Рубьера | Седрик Эрве      |
| 2005 | Джимми Каспер       | Данило Наполитано | Жан-Патрик Насон |
| 2006 | Николас Вогонди     | Стефано Каваллари | Синъити Фукусима |
| 2007 | Кристофер Саттон    | Орельен Клер      | Стефан Ван Дейк  |
| 2008 | Антони Равар        | Стив Шанель       | Ромен Фейю       |
| 2009 | Джимми Каспер       | Ромен Фейю        | Антони Равар     |
| 2010 | Антони Равар        | Ромен Фейю        | Энрико Росси     |
| 2011 | Антони Равар        | Евгений Гутарович | Jasper Bovenhuis |
| 2012 | Рафаэль Андриато    | Евгений Гутарович | Йохан Жене       |
| 2013 | Бриан Кокар         | Маттья Гавацци    | Франческо Чиччи  |
| 2014 | Ильо Кейссе         | Ромен Фейю        | Рой Янс          |